# Herbert Jamison
Herbert Brotherson Jamison (19 de juliol de 1875 - 22 de novembre de 1938) va ser un atleta nord-americà que va competir en els Jocs Olímpics d'Atenes de 1896.
Jamison va obtenir la medalla d'argent en la competició de 400 metres llisos. Va guanyar la classificació preliminar amb un temps de 56,8 segons, la qual cosa el va classificar per a la final. En aquesta va millorar el seu temps fins i tot aconseguir acabar la carrera en 55,2 segons, fet que no va servir per batre el seu compatriota Thomas Burke, guanyador de la final amb 54,2 segons.